# Lista de parlamentares de Roraima
Relacionamos a seguir a composição da bancada de Roraima no Congresso Nacional após o  Estado Novo em 1945 conforme ditam os arquivos do Senado Federal, Câmara dos Deputados e do Tribunal Superior Eleitoral, com a ressalva que mandatos exercidos via suplência serão citados apenas mediante morte, impedimento ou renúncia dos titulares ou nas hipóteses previstas no Art. 56 – I da Constituição.
O estado de Roraima foi criado no governo Getúlio Vargas através da Constituição de 1937 e instalado em 1943 com o desmembramento de uma área ao norte do Amazonas que passou a ser chamada de Território Federal do Rio Branco até receber o nome atual em 1962 numa lei sancionada pelo presidente João Goulart e promulgada pelo senador Rui Palmeira. Ganhou representação política em 1947 na forma de um deputado federal adquirindo uma bancada maior com o tempo. Transformado em estado via Constituição de 1988, realizou sua primeira eleição em 1990.

## Organização das listas
Na confecção das tabelas a seguir foi observada a grafia do nome parlamentar adotado por cada um dos representantes do estado no Congresso Nacional, e quanto à ordem dos parlamentares foi observado o critério do número de mandatos e caso estes coincidam será observado o primeiro ano em que cada parlamentar foi eleito e, havendo nova coincidência, usa-se a ordem alfabética.

## Relação dos senadores eleitos
| Senador              | Naturalidade       | Mandatos | Ano da eleição   | Notas      | Referências   |
| -------------------- | ------------------ | -------- | ---------------- | ---------- | ------------- |
| Romero Jucá          | Recife, PE         | 03       | 1994, 2002, 2010 | [ nota 2 ] | [ 8 ]         |
| Marluce Pinto        | Jaguaruana, CE     | 02       | 1990, 1994       | [ nota 3 ] |               |
| Mozarildo Cavalcanti | Boa Vista, RR      | 01       | 1998, 2006       |            |               |
| César Dias           | Anápolis, GO       | 01       | 1990             | [ nota 3 ] |               |
| Hélio Campos         | Rio de Janeiro, RJ | 01       | 1990             | [ nota 3 ] |               |
| Augusto Botelho      | Vitória, ES        | 01       | 2002             |            |               |
| Ângela Portela       | Coreaú, CE         | 01       | 2010             |            |               |
| Telmário Mota        | Normandia, RR      | 01       | 2014             |            | [ 9 ] [ 10 ]  |
| Chico Rodrigues      | Recife, PE         | 01       | 2018             |            | [ 11 ] [ 12 ] |
| Mecias de Jesus      | Graça Aranha, MA   | 01       | 2018             |            | [ 11 ]        |
| Hiran Gonçalves      | Tefé, AM           | 01       | 2022             |            | [ 13 ] [ 14 ] |
| Fontes:              |                    |          |                  |            |               |

## Relação dos deputados federais eleitos
| Deputado federal         | Naturalidade             | Mandatos | Ano da eleição               | Notas                  | Referências                 |
| ------------------------ | ------------------------ | -------- | ---------------------------- | ---------------------- | --------------------------- |
| Chico Rodrigues          | Recife, PE               | 05       | 1990, 1994, 1998, 2002, 2006 |                        |                             |
| Luciano Castro           | Fortaleza, CE            | 05       | 1994, 1998, 2002, 2006, 2010 |                        |                             |
| Alceste Almeida          | Manaus, AM               | 04       | 1990, 1994, 1998, 2002       |                        | [ 15 ]                      |
| Edio Lopes               | Presidente Epitácio, SP  | 04       | 2006, 2010, 2014, 2018       |                        |                             |
| Jhonatan de Jesus        | Boa Vista, RR            | 04       | 2010, 2014, 2018, 2022       | [ nota 4 ]             | [ 16 ] [ 17 ]               |
| Maria Helena Rodrigues   | Santo Ângelo, RS         | 03       | 2002, 2006, 2014             |                        |                             |
| Félix Valois             | Pastos Bons, MA          | 02       | 1950, 1954                   |                        |                             |
| Hélio Campos             | Rio de Janeiro, RJ       | 02       | 1974, 1978                   |                        |                             |
| Júlio Martins            | Boa Vista, RR            | 02       | 1978, 1982                   |                        |                             |
| João Fagundes            | Uruguaiana, RS           | 02       | 1982, 1990                   |                        |                             |
| Mozarildo Cavalcanti     | Boa Vista, RR            | 02       | 1982, 1986                   |                        |                             |
| Teresa Surita            | São Manuel, SP           | 02       | 1990, 2010                   | [ nota 5 ]             | [ 18 ]                      |
| Salomão Cruz             | Boa Vista, RR            | 02       | 1994, 1998                   |                        |                             |
| Luis Barbosa             | Lavras da Mangabeira, CE | 02       | 1994, 1998                   |                        |                             |
| Robério Araújo           | Boa Vista, RR            | 02       | 1994, 1998                   |                        |                             |
| Moises Lipnik            | Cáli, COL                | 02       | 1994, 2002                   | [ nota 6 ]             | [ 19 ]                      |
| Hiran Gonçalves          | Tefé, AM                 | 02       | 2014, 2018                   |                        |                             |
| Shéridan Oliveira        | Boa Vista, RR            | 02       | 2014, 2018                   |                        |                             |
| Antonio Carlos Nicoletti | Ijuí, RS                 | 02       | 2018, 2022                   |                        |                             |
| Haroldo Cathedral        | Itabira, MG              | 02       | 2018, 2022                   |                        |                             |
| Antônio Martins          | Cametá, PA               | 01       | 1947                         | [ nota 7 ]             | [ 20 ]                      |
| Valério Magalhães        | Boa Vista, RR            | 01       | 1958                         | [ nota 8 ]             |                             |
| Gilberto Mestrinho       | Manaus, AM               | 01       | 1962                         | [ nota 9 ] [ nota 10 ] | [ 21 ] [ 22 ] [ 23 ] [ 24 ] |
| Francisco Elesbão        | Salvador, BA             | 01       | 1965                         | [ nota 11 ]            |                             |
| Atlas Cantanhede         | Boa Vista, RR            | 01       | 1966                         | [ nota 12 ]            | [ 25 ]                      |
| Sílvio Botelho           | Iúna, ES                 | 01       | 1970                         |                        |                             |
| Alcides Lima             | Boa Vista, RR            | 01       | 1982                         |                        |                             |
| Chagas Duarte            | Boa Vista, RR            | 01       | 1986                         |                        |                             |
| Marluce Pinto            | Jaguaruana, CE           | 01       | 1986                         |                        |                             |
| Ottomar Pinto            | Petrolina, PE            | 01       | 1986                         | [ nota 13 ]            | [ 26 ] [ 27 ]               |
| Avenir Rosa              | Pompeia, SP              | 01       | 1990                         |                        |                             |
| Júlio Cabral             | Manaus, AM               | 01       | 1990                         |                        |                             |
| Marcelo Luz              | Petrolina, PE            | 01       | 1990                         |                        |                             |
| Rubem Bento              | Bacabal, MA              | 01       | 1990                         |                        |                             |
| Elton Rohnelt            | São Lourenço do Sul, RS  | 01       | 1994                         |                        |                             |
| Airton Cascavel          | Capanema, PR             | 01       | 1998                         | [ nota 14 ]            |                             |
| Almir Sá                 | Paranavaí, PR            | 01       | 1998                         |                        |                             |
| Pastor Frankenbergen     | Boa Vista, RR            | 01       | 2002                         |                        |                             |
| Rodolfo Pereira          | Boa Vista, RR            | 01       | 2002                         |                        |                             |
| Suely Campos             | Boa Vista, RR            | 01       | 2002                         |                        |                             |
| Ângela Portela           | Coreaú, CE               | 01       | 2006                         |                        |                             |
| Márcio Junqueira         | Brasília, DF             | 01       | 2006                         |                        |                             |
| Neudo Campos             | Boa Vista, RR            | 01       | 2006                         |                        |                             |
| Urzeni Rocha             | Itapuranga, GO           | 01       | 2006                         |                        |                             |
| Berinho Bantim           | Boa Vista, RR            | 01       | 2010                         |                        |                             |
| Chico das Verduras       | Pio XII, MA              | 01       | 2010                         |                        |                             |
| Paulo César Quartiero    | Torres, RS               | 01       | 2010                         | [ nota 15 ]            | [ 28 ]                      |
| Raul Lima                | Boa Vista, RR            | 01       | 2010                         |                        | [ 29 ]                      |
| Abel Galinha             | Boa Vista, RR            | 01       | 2014                         |                        |                             |
| Carlos Andrade           | Boa Vista, RR            | 01       | 2014                         |                        |                             |
| Remídio Monai            | Iporã, PR                | 01       | 2014                         |                        |                             |
| Joênia Wapichana         | Boa Vista, RR            | 01       | 2018                         |                        |                             |
| Otaci Barroso            | Eirunepé, AM             | 01       | 2018                         |                        |                             |
| Duda Ramos               | Benjamin Constant, AM    | 01       | 2022                         |                        |                             |
| Helena Lima              | Araguatins, TO           | 01       | 2022                         |                        |                             |
| José Albuquerque         | Moraújo, CE              | 01       | 2022                         |                        |                             |
| Raimundo Diniz           | Boa Vista, RR            | 01       | 2022                         |                        |                             |
| Stélio Dener             | Boa Vista, RR            | 01       | 2022                         |                        |                             |
| Fontes:                  |                          |          |                              |                        |                             |

## Mandatos nas duas casas
Foram eleitos para mandatos alternados de senador e deputado federal por Roraima os seguintes nomes: Ângela Portela, Chico Rodrigues, Hélio Campos, Marluce Pinto e Mozarildo Cavalcanti. 

## Regime Militar de 1964
O Regime Militar de 1964 cassou Gilberto Mestrinho e depois seu suplente, Félix Valois, através do Ato Institucional Número Um, enquanto o Ato Institucional Número Cinco foi empregado contra Atlas Cantanhede.

## Origem dos parlamentares do estado
| Origem  | Senadores | Percentual |
| ------- | --------- | ---------- |
| RR      | 02        | 18,18%     |
| CE      | 02        | 18,18%     |
| PE      | 02        | 18,18%     |
| AM      | 01        | 9,09%      |
| ES      | 01        | 9,09%      |
| GO      | 01        | 9,09%      |
| MA      | 01        | 9,09%      |
| RJ      | 01        | 9,09%      |
| Total   | 11        | 99,99%     |
| Fontes: |           |            |

| Origem  | Deputados | Percentual |
| ------- | --------- | ---------- |
| RR      | 21        | 36,21%     |
| AM      | 06        | 10,35%     |
| CE      | 05        | 8,62%      |
| RS      | 05        | 8,62%      |
| MA      | 03        | 5,18%      |
| PE      | 03        | 5,18%      |
| PR      | 03        | 5,18%      |
| SP      | 03        | 5,18%      |
| BA      | 01        | 1,72%      |
| DF      | 01        | 1,72%      |
| ES      | 01        | 1,72%      |
| GO      | 01        | 1,72%      |
| MG      | 01        | 1,72%      |
| PA      | 01        | 1,72%      |
| RJ      | 01        | 1,72%      |
| TO      | 01        | 1,72%      |
| COL     | 01        | 1,72%      |
| Total   | 58        | 100%       |
| Fontes: |           |            |